# Jacques-Paul Bonjean
 (mai 2012).
Si vous disposez d'ouvrages ou d'articles de référence ou si vous connaissez des sites web de qualité traitant du thème abordé ici, merci de compléter l'article en donnant les références utiles à sa vérifiabilité et en les liant à la section « Notes et références ».
Pour les articles homonymes, voir Bonjean.
Jacques-Paul Bonjean est un marchand d'art, antiquaire et collectionneur français né le 3 avril 1899 à Paris 15e et mort le 18 novembre 1990 à Paris 8e.

## Biographie
Jacques-Paul Bonjean est le fils de Julien-Edmond Bonjean et de Marthe-Marguerite Agard. Le 15 novembre 1927, il crée avec Maurice Sachs une association donnant naissance à la collection Maurice Sachs à La Maison des quatre chemins qui permet la publication en édition de luxe d’œuvres de Max Jacob Souffrances et mort de Jésus Christ Fils de Dieu  et de Jean Cocteau Le Mystère laïc, Le livre blanc. Ils ouvrent ensuite rue de Lisbonne une galerie de tableaux en appartement. 
Après la désaffection de Maurice Sachs, Jacques Bonjean crée avec Pierre Colle (1909-1948) la galerie Jacques Bonjean, rue La Boétie, puis une autre avec Christian Dior pour faire connaître « les artistes du lendemain » : De Pisis, Fini, Eugène et Léonide Berman, Tchelitchew, Francis Rose, Bérard, La Fresnaye, Miró, Emilio Terry, Robert Guénine, Paul Strecker (en), Arno Breker[Quand ?]… Soutenu par la revue Formes de Waldemar-George, la galerie présente également « L'Âge héroïque du Cubisme », exposition-hommage inspirée par le parcours de Léonce Rosenberg, entre autres expositions évènement. 
Dior ayant dû quitter Paris pour raisons de santé[Quand ?], Bonjean poursuit seul, avec la collaboration d’Hélène de Beauvoir, et expose Calder, Salvador Dalí et Jean Cocteau ainsi que les paravents horticoles d’Étienne de Beaumont. 
Son premier roman, Les Mains pleines (Gallimard) le fait connaître de Marcel Aboulker à la demande duquel il collabore au Poste Parisien où il sera l’animateur « Jean-Loup » avec André Kaminker, père de Simone Signoret, et le jeune Gilbert Cesbron, enregistrant un record d’audimat avec un reportage-fiction d’une conception nouvelle, sur le Sacre de Napoléon. 
Il rencontre ensuite le décorateur Jean Pascaud, avec lequel il ouvre une galerie de meubles et d’objets d’art sous le nom de Brantôme. 
Jacques Bonjean a été salué comme un des premiers collectionneurs et antiquaires à avoir remis au goût du jour le XVIIe siècle français. Presque tous les peintres qu’il a exposés avant la Seconde Guerre mondiale sont aujourd’hui dans les musées.

### Vie privée
Il épouse le 21 octobre 1925 Germaine-Catherine Lipmann, héritière des montres Lip. Le couple a deux enfants : Michel-Georges-Claude né à Paris le 4 août 1926 et Geneviève-Anne Marguerite, née à Paris le 13 décembre 1927 et connue sous le pseudonyme de Geneviève Page.